# Aksel Hennie
Aksel Hennie (Oslo, 29 ottobre 1975) è un attore, doppiatore, regista e scrittore norvegese.
Ha lavorato in numerosi film di successo norvegesi, ricevendo diversi premi.

## Biografia e carriera
Hennie è cresciuto nel Lambertseter a Oslo. Nella tarda adolescenza, è stato condannato per aver fatto dei graffiti, ed è diventato un emarginato nella sua comunità per averlo confessato alla polizia. Questa storia personale ha contribuito molto come sfondo per il film Uno. La condanna contro Hennie è stata infatti uno dei primi casi in Norvegia. Hennie è stato ammesso all'Accademia nazionale di teatro norvegese dopo quattro prove di ammissione. Si è laureato nel 2001, e da allora ha lavorato sia al teatro Teatret Vårt a Molde (2001-2002), che al teatro Teatret Nye di Oslo (2002–), dove è stato in commedie come Amleto, e Kvinnen som giftet seg med en kalkun (La donna che sposò un tacchino).
Il suo successo principale, tuttavia, è stato come attore cinematografico. Ha fatto il suo debutto da protagonista nel film Jonny Vang nel 2003. Anche se il regista, Jens Lien, all'inizio aveva pensato che Hennie fosse troppo giovane per il ruolo, l'attore lo convinse che era l'uomo giusto per il film. Lo stesso anno ha anche recitato nei film Buddy e Ulvesommer, e l'anno successivo ha fatto il suo debutto come regista e scrittore con il film Uno, in cui ha anche recitato. Per questo film Hennie, e la sua co-protagonista Nicolai Cleve Broch, hanno dovuto allenarsi duramente per sei mesi per svolgere in maniera convincente il ruolo di bodybuilder.
Ha vinto il premio Amanda Award, il principale premio cinematografico norvegese, come Miglior regista per il film Uno nel 2005, e quello stesso anno è stato anche tra i candidati come Miglior attore e Miglior film. Ha anche vinto un premio Amanda Award come Miglior attore per il film Jonny Vang nel 2003. Ha ricevuto la nomination tra i film europei "Shooting Stars" da European Film Promotion nel 2004. Nel 2001 è stato premiato come "Theatre talent of the year" dal quotidiano norvegese Dagbladet.
Nel 2008 Hennie ha recitato nel film Max Manus, dove ha interpretato il ruolo di un eroe di guerra norvegese. Il film ha raggiunto un incasso di notevoli proporzioni per gli standard norvegesi, ed è stato accolto con grandi aspettative. Nel 2011 è uscito Age of Heroes, un film della seconda guerra mondiale svoltasi in Inghilterra girato principalmente in Norvegia, recitando al fianco di Sean Bean e Danny Dyer. Il 30 agosto 2013 è uscito il film Pioner, dove Hennie ha il ruolo principale di un subacqueo nel Mare del Nord durante il 1970 a sostegno dell'industria petrolifera. Nel 2014 recita nel film di successo internazionale Hercules: il guerriero nel ruolo di Tideo.

## Filmografia
- Bobby's verden(Dub) (1990–1998)
- 1732 Høtten (1998)
- Buddy, regia di Morten Tyldum (2003)
- Jonny Vang, regia di Jens Lien (2003)
- Ulvesommer (2003)
- Den som frykter ulven (2004)
- Hawaii, Oslo, regia di Erik Poppe (2004)
- Uno, regia di Aksel Hennie e John Andreas Andersen (2004)
- Terkel i knipe, regia di Kresten Vestbjerg Andersen (2005)
- Lønsj, regia di Eva Sørhaug (2008)
- Max Manus, regia di Joachim Rønning, Espen Sandberg (2008)
- En ganske snill mann, regia di Hans Petter Moland (2010)
- Headhunters - Il cacciatore di teste (Hodejegerne), regia di Morten Tyldum (2011)
- Age of Heroes, regia di Adrian Vitoria (2011)
- Pioneer (Pionér), regia di Erik Skjoldbjærg (2013)
- Hercules - Il guerriero (Hercules), regia di Brett Ratner (2014)
- Last Knights, regia di Kazuaki Kiriya (2015)
- Sopravvissuto - The Martian (The Martian), regia di Ridley Scott (2015)
- The Cloverfield Paradox, regia di Julius Onah (2018)
- The Trip regia di Tommy Wirkola (2021)
- Sisu - L'immortale (Sisu), regia di Jalmari Helander (2022)

## Doppiatori italiani
Nelle versioni in italiano delle opere in cui ha recitato, Aksel Hennie è stato doppiato da:
- Tony Sansone in Hawaii, Oslo
- Andrea Ward in Headhunters
- Guido Di Naccio in Age of Heroes
- Edoardo Purgatori in Sopravvissuto - The Martian
- Loris Loddi in The Cloverfield Paradox
- Gianluca Iacono in Sisu - L' immortale